# Borki (rejon wołożyński)
Borki (biał. Баркі; ros. Борки) – wieś na Białorusi, w obwodzie mińskim, w rejonie wołożyńskim, w sielsowiecie Wołożyn, na skraju Puszczy Nalibockiej.
W dwudziestoleciu międzywojennym wieś, która wówczas nosiła nazwę Jackowskie Borki, leżała w Polsce, w województwie nowogródzkim, w powiecie wołożyńskim.